# Anundssönernas ätt
Anundssönernas ätt är ett nutida konventionellt namn på en svensk medeltida frälseätt som fått sitt namn efter stamfadern Anund Dansson. Ätten utdog innan Sveriges Riddarhus grundades 1625, varför den aldrig introducerades där som adelsätt.
Vapen: Av sågskura kluven sköld.

## Vapnet
Vapnet som har beskrivits som av sågskura kluven sköld, och kluven av tandskuror,  är inte helt olikt Skiringeättens tre spetsar eller spetsar från sidan, och de båda ätterna har en inbördes geografisk närhet inom Oppunda härad.

## Historia
Om denna ätt skriver Sofie Adlersparre i Antikvarisk tidskrift för Sverige:
| ”                                                                                                | Ingevald Anundson, 1370—91 har sin sköld kluven av en sågskura, och samma vapen ha hans bröder, fader och farfader; men farfaderns fader, Guttorm Anundsson, 1302, har i sin sköld en gående fågel med upplyft vinge såsom prinsessan Elena Sverkersdotters vapenbild. Här höra således namnet Ingevald och Sverkerska sköldemärket tillsammans. | „ |
| – Sofie Adlersparre i Antikvarisk tidskrift för Sverige, Tjuguförsta delen, sidan 14.(1864-1924) | |   |

## Släkttavla
Släktens genealogi, tidigare behandlad av Jan Raneke i Svenska Medeltidsvapen har senare utretts av medeltidsgenealogen Kaj Janzon som menar att Ingevald Anundsson och Nils Anundsson samt Lars Anundsson, av Jan Raneke görs till söner av fel Anund, och att de var söner till Anund Dansson.  
1. Anund Dansson, sannolik far till syskonen Ingevald och Cecilia.
  1. Ingevald Anundsson, 1366 nämnd som häradshövding i Jönåkers härad.[4] Han blir 1385 blev lekbroder i Vadstena kloster. Ingevald Anundsson avled 1391 i Vadstena kloster.[1]
  2. Cecilia Anundsdotter, död före 22 maj 1390, när Ingevald Anundsson skänker Blakka med dess tillhörande kvarntomt till Vadstena kloster som själagåva för sin avlidna syster Cecilia Anundsdotter.[5] Cecilia Anundsdotter var gift med Karl Öra.
  3. Nils Anundsson (av sågskura, kluven sköld)
  4. Lars Anundsson
    1. Birgitta Nilsdotter, gift med Karl Eriksson (Färla, Karl Erikssons ätt).
2. Ingevald Dansson

## Oklar koppling
- Olof Larsson förde också sågskura, då han 1341 säljer till Olof Tomasson sitt arv han fått efter sin mor. Brevet beseglas förutom av Olof, hans bröder Bengt (Larsson) Galles och Lars Olofsson [6]
- Bengt Galle, häradshövding i Vaksala hundare, för 1358 av tandskura kluven sköld.[7]
- En sköld kluven av sågskura fördes 1365 av Olof Larsson, häradshövding i Vaksala hundare.[8]